# 加姆斯峰 (斯圖拜阿爾卑斯山脈)
46°58′44″N 11°12′09″E / 46.97888°N 11.20237°E

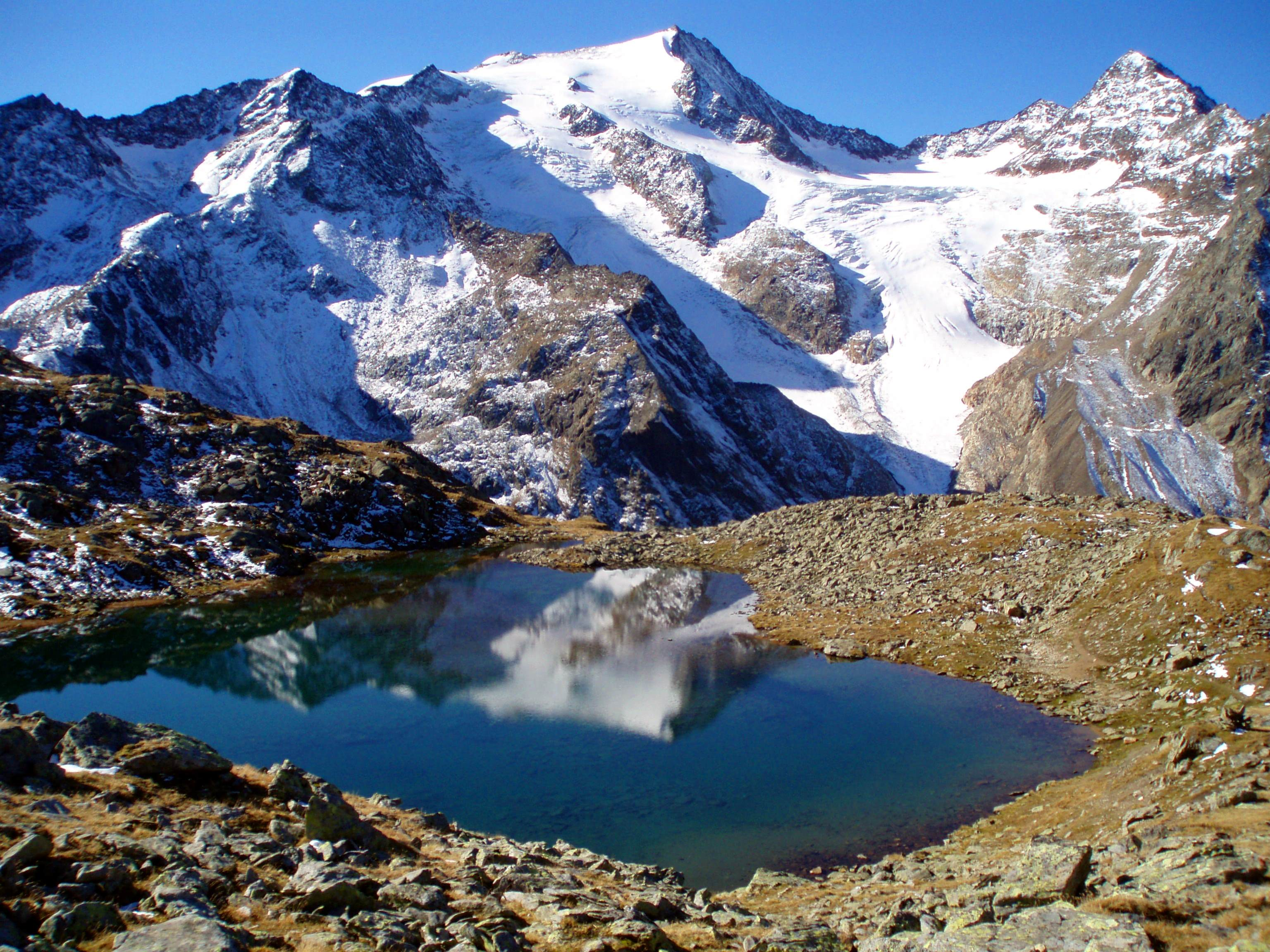

加姆斯峰（德語：Gamsspitzl），是奧地利的山峰，位於該國西部，由蒂羅爾州負責管轄，屬於斯圖拜阿爾卑斯山脈的一部分，距離維爾德弗賴格山0.2公里，海拔高度3,050米，每年平均降雨量1,426毫米。